# Misraq Godjam
La zone Misraq Godjam (ou Est Godjam)  est l'une des 10 zones de la région Amhara en Éthiopie.

## Woredas
La zone est composée de 14 woredas:
- Awabel
- Baso Liben
- Bibugn
- Debay Telatgen
- Debre Marqos
- Dejen
- Enarj Enawga
- Enbise Sar Midir
- Enemay
- Goncha Siso Enese
- Guzamn
- Hulet Ej Enese
- Machakel
- Shebel Berenta